# Нужна солистка
«Нужна́ соли́стка» (латыш. Vajadzīga soliste) — художественный фильм режиссёра Геннадия Земеля, снятый на Рижской киностудии в 1984 году.
Музыкальная комедия, в которой принимали участие вокально-инструментальные ансамбли «Опус», «Эолика», «Далдери» и «Ливы». Вокальные партии главных героев Эвии и Яниса исполнили Мирдза Зивере и Каспар Димитерс.

## Сюжет
Эстонская музыкальная группа «Маски» из города Валга может выиграть престижный конкурс, но по ряду причин у музыкантов нет возможности собраться в назначенный срок. К ним на помощь приходит недавно распавшийся музыкальный коллектив «Бобры» из соседнего латвийского города Валка. За те несколько часов, что оставались до выступления, ребятам удалось собрать полный состав и победить на конкурсе.
На церемонии вручения призов организаторам стало известно, что формально были нарушены правила проведения конкурса. Не ставя под сомнение качество исполнения, было решено не присуждать первого места. Но это решение не повлияло на прекрасное настроение, с каким только что выступали музыканты. К тому же, для обоих солистов эти внезапные концертные хлопоты послужили замечательным предлогом для налаживания отношений.

## В ролях
- Лелде Викмане — Эвия (вокал — Мирдза Зивере)
- Юрий Мороз — Янис (вокал — Каспар Димитерс)
- Мирдза Мартинсоне — Хелга (вокал — Лайма Вайкуле)
- Хельмут Калныньш — Петерис
- Варис Ветра — Эгил
- Янис Яранс — Хабекс
- Андрис Лиелайс — Айгарс
- Янис Паукштелло — Ансис
- Андрис Берзиньш — Анджа

Роли дублировали: М. Левтова, Ю. Маляров, В. Тэжик, А. Сныков, В. Басов-мл., Л. Белозорович, В. Комиссаров, Д. Печорин-Балин, Ю. Сорокин, С. Гурзо-мл.

## Съёмочная группа
- Автор сценария: Гунарс Лиедагс
- Режиссёр-постановщик: Геннадий Земель
- Оператор-постановщик: Харий Кукелс
- Художник-постановщик: Дайлис Рожлапа
- Композитор: Зигмар Лиепиньш
- Художественный руководитель: Александр Лейманис
- Звукооператор: Игорь Яковлев
- Запись музыки: А. Грива
- Режиссёр: Сергей Бердичевский
- Оператор: Эдгарс Аугустс
- Художник по костюмам: Элвира Вантере
- Художник-гримёр: Мирдза Целма
- Хореографы: Лайма Вайкуле, Гунта Страуме
- Музыкальный редактор: Николай Золотонос
- Текст песен: Каспар Димитерс, Янис Балтаусс
- Директор: Викторс Риепша
- Фильм дублирован на киностудии имени Горького
- Режиссёр дубляжа: Исай Гуров
- Звукооператор дубляжа: Дмитрий Флянгольц

## Саундтрек
Для съемок в фильме были приглашены ряд ведущих исполнителей латвийской эстрады и рок-сцены. Большинство композиций, звучащих в фильме, в том же 1984 году были выпущены фирмой грамзаписи «Мелодия» на виниловом «гиганте» С60 21051-2 (на латышском языке):
1. Neziņa (рус. Неизвестность) (К. Димитерс) — Имант Ванзович, группа «Опус»
2. Amors-superzvaigzne (рус. Амур-суперзвезда) (К. Димитерс) — группа «Ливы»
3. Septītās debesis (рус. Седьмое небо) (К. Димитерс) — Мирдза Зивере, Каспар Димитерс
4. Sikspārņa blūzs (рус. Блюз летучей мыши) (К. Димитерс) — Борис Резник, Ольга Раецка, ВИА «Эолика»
5. Tomēr jāpadomā (рус. Надо подумать) (Н. Бельскис) — Мирдза Зивере, Имант Ванзович, группа «Опус»
6. Lielais, mazais pulkstenis (рус. Большие, маленькие часы) (Я. Балтаусс) — ВИА «Далдери»
7. Evijas dziesma (рус. Песня Эвии) (К. Димитерс) — Мирдза Зивере
8. Bez puišiem nevar (рус. Без парней невозможно) (Я. Балтаусс) — Мирдза Зивере, Лайма Вайкуле, Каспар Димитерс, группа «Опус»
9. Slēdz mani atmiņās (рус. Запомни меня) (Я. Балтаусс) — Мирдза Зивере, Каспар Димитерс

Кроме записанных на диске, в фильме звучат ещё две песни: «Pieskāriens» (рус. Прикосновение) и «Slava augs» (рус. Придёт слава), обе — в исполнении Каспара Димитерса.

## Награды
- Диплом Всесоюзного кинофестиваля в г. Минске вручён режиссеру фильма.
- Премия «За лучший кассовый фильм 1985 года» (17 млн зрителей в первый год проката).